# Unabhängige Philippinische Kirche
Die Unabhängige Philippinische Kirche, auch Aglipayan-Kirche (Tagalog; spanisch Iglesia Filipina Independiente, englisch Philippine Independent Church bzw. Aglipay Church), ist eine unabhängige katholische Kirche, die in Kirchengemeinschaft mit den Mitgliedskirchen der Anglikanischen Gemeinschaft, der Polnisch Nationalen Katholischen Kirche und der Utrechter Union der Altkatholischen Kirchen steht.

## Entwicklung
Sie wurde im Jahr 1902 unter der Führung von Gregorio Aglipay y Labayán, einem römisch-katholischen Priester und Freiheitskämpfer, als eine Art katholische Nationalkirche mit Sitz in Manila gegründet. Die Kirche entstand zu einer Zeit, als man auf den überwiegend katholischen Philippinen die kulturelle Unabhängigkeit von Spanien anstrebte und sich deshalb – und auch wegen kirchlicher Missstände – von der spanisch dominierten römisch-katholischen Amtskirche distanzieren wollte. Gregorio Aglipay wurde 1899 exkommuniziert. Die daraufhin am 3. August 1902 proklamierte Iglesia Filipina Independiente lehnte die Autorität des Papstes ebenso ab wie den Zölibat. Sie orientierte sich in ihrer Theologie und Liturgie vielmehr an genuin philippinischen Traditionen. Es gab zeitweilig Strömungen in der Kirche, die selbst die Dreieinigkeitslehre ablehnten, doch 1947 bekannte sich die Kirche mit der Verabschiedung ihrer Kirchenverfassung offiziell zum Trinitätsglauben. 1959 wurde die PIC Mitgliedskirche des Ökumenischen Rates der Kirchen.
Die Iglesia Filipina Independiente zählt heute etwa 3 Millionen Gläubige auf den Philippinen, in den Vereinigten Staaten und in Kanada. Enge Beziehungen bestehen zur Anglikanischen Kirche, insbesondere zur Episkopalkirche der Philippinen, mit der es seit 1961 volle Sakramentsgemeinschaft gibt, sowie zu den Altkatholischen Kirchen, zu der die Kirche seit 1965 in voller Kirchengemeinschaft steht.

## Metropoliten der PIC
- 1902–1940 Gregorio Aglipay y Labayan (1860–1940)
- 1940–Januar 1946 Santiago Fonacier (1885–1977)
- 1946–1. September 1946 Gerardo Bayaca
- 1946–1971 Isabelo de los Reyes, Jr. (1900–1971)
- 1971–1981 Macario V. Ga
- 1981–1987 Abdias de la Cruz
- 1987–1989 Solimán Ganno
- 1989–1993 Tito Edralin Pasco
- 1993–1999 Alberto B. Ramento[3]
- 1999–2005 Tomas A. Millamena
- 2005–2011 Godofredo David
- 2011–2017 Ephraim S. Fajutagana
- 2017–2023 Rhee M. Timbang[3]
- 2023 – 0000  Joel O.  Porlares[4]

## Bistümer
| Diözese                                    | Sitz                                   | Bischof                         | Kathedrale                                     |
| Kirchenprovinz Nordzentralluzon            | Kirchenprovinz Nordzentralluzon        | Kirchenprovinz Nordzentralluzon | Kirchenprovinz Nordzentralluzon                |
| ------------------------------------------ | -------------------------------------- | ------------------------------- | ---------------------------------------------- |
| Batac                                      | Philippinen, Batac                     | Rosario S. Acoba                | Aglipay National Shrine                        |
| Dagupan                                    | Philippinen, Lingayén                  | Hermogenes M. Ranche            | Pro-Cathedral of St. Joseph                    |
| Ostpangasinan                              | Philippinen                            | Ephraím Fajutagana y Servanez   |                                                |
| Isabela                                    | Philippinen, Santiago City             | Joshua U. Cuarteros             | St. James the Greater                          |
| La Union, Ilocos Sur und Abra              | Philippinen, San Esteban               | Vermilion C. Tagalog            | St. Stephen the Proto-Martyr                   |
| Laoag                                      | Philippinen, Laoag City                | Emiliano Domingo                | St. William the Hermit                         |
| Nueva Ecija                                | Philippinen, Santo Domingo             | Warlito Baldomero               | St. Jerome                                     |
| Nueva Viscaya und Quirino                  | Philippinen                            | Ephraím Fajutagana y Servanez   |                                                |
| Tarlac                                     | Philippinen, Tarlac City               | Emmanuel Sampayan               | St. Sebastian                                  |
| Tuguegarao                                 | Philippinen, Tuguegarao City           | Ernesto M. Tamayo               | St. Hyacinth                                   |
| Zambales                                   | Philippinen, San Felipe                | Generoso A. Rosales             | Saint Roche                                    |
| Kirchenprovinz Südzentralluzon             |                                        |                                 |                                                |
| Bataan und Bulacan                         | Philippinen, Malolos City              | Ephraím Fajutagana y Servanez   | Cathedral of the Concepcion of Mary            |
| Cavite                                     | Philippinen, Bacoor                    | Pedro C. Ojacastro              | St. Michael the Archangel                      |
| Laguna                                     | Philippinen, Pagsanjan                 | Tomas A. Millamena D.D.         | Pro-Cathedral of Our Lady of Guadalupe         |
| Manila                                     | Philippinen, Pandacan, Manila          | Gregorio R. delos Reyes         | Cathedral of the Holy Child                    |
| Marinduque, Quezon, Batangas und Camarines | Philippinen, Gasan                     | Ruel Arevalo                    | St. Joseph the Worker                          |
| Masbate                                    | Philippinen, Placer                    | Alger Loyao                     | Pro-Cathedral of Our Lady                      |
| Palawan                                    | Philippinen, Puerto Princesa           | Ephraím Fajutagana y Servanez   | Sts. Peter and Paul                            |
| Rizal und Pampanga                         | Philippinen, Mandaluyong City          | Godofredo J. David D.D.         | Cathedral of the Holy Child                    |
| Romblon und Mindoros                       | Philippinen, Odiongan                  | Ronelio V. Fabriquier           | St. Vincent Ferrer                             |
| Kirchenprovinz Visayas                     |                                        |                                 |                                                |
| Antique                                    | Philippinen, Sibalom                   | Leon T. Estrella                | St. Jude Thaddeus                              |
| Capiz und Aklan                            | Philippinen, Numancia                  | Abdias R. dela Cruz D.D.        | Cathedral of Our Lady of Providence and Guide  |
| Cebu und Bohol                             | Philippinen, Cebu City                 | Vic Esclamado D.D.              | Cathedral of the Holy Child                    |
| Guimaras                                   | Philippinen, Buenavista                | Bartolome Espartero             | Cathedral of Our Lady of Salvation             |
| Iloilo                                     | Philippinen, Iloilo City               | Gaspar D. Bañes                 | Cathedral of Our Lady of Peace and Good Voyage |
| Leyte, Samar und Biliran                   | Philippinen, Padre Burgos              | Vic Esclamado D.D.              | St. James the Greater                          |
| Negros Occidental                          | Philippinen, Bago City                 | Felomino Ang                    | St. John the Baptist                           |
| Negros Oriental und Siquijor               | Philippinen, Dumaguete City            | David M. Ga                     | St. Andrew the Apostle                         |
| Kirchenprovinz Mindanao                    |                                        |                                 |                                                |
| Agusans und Surigao Sur (CARAGA)           | Philippinen, Cabadbaran City           | Denny D. Dapitan                | Cathedral of Our Lady of Presentacion          |
| Davao (Südliches Mindanao)                 | Philippinen, Davao City                | Delfin Callao, Jr.              | Cathedral of the Risen Lord                    |
| Dinagat                                    | Philippinen, Dinagat                   |                                 | St. Mary                                       |
| Koronadal                                  | Philippinen, Koronadal City            | Delfin Callao, Jr.              | Cathedral of the Holy Family                   |
| Libertad                                   | Philippinen, Libertad                  | Rudy Juliada                    | St. Matthew                                    |
| Misamis Oriental, Bukidnon und Camaguin    | Philippinen, Cagayan de Oro            | Felixberto L. Calang            | Cathedral of Jesus the Nazarene                |
| Oroquieta                                  | Philippinen, Oroquieta City            | Noel B. Lorente                 | Cathedral of St. Mary                          |
| Ozamis (Westliches Mindanao)               | Philippinen, Ozamis City               | Pablito Jarantilla              | Cathedral of the Conception of Mary            |
| Pagadian                                   | Philippinen, Pagadian City             | Antonio N. Ablon                | Cathedral of St. Luke                          |
| Surigao                                    | Philippinen, Surigao City              | Rhee M. Timbang                 | Cathedral of the Transfiguration               |
| im Ausland                                 |                                        |                                 |                                                |
| Westliche Vereinigte Staaten und Kanada    | Vereinigte Staaten, Los Angeles Kanada | Raul C. Tobias                  | Cathedral of the Holy Child                    |
| Östliche Vereinigte Staaten und Kanada     | Vereinigte Staaten, Tampa Kanada       | Robert D. Ilay                  | Cathedral of Jesus of Nazareth                 |